# Panigrodz
Panigrodz (niem. Jungfernhof bei Buchwald) – osada w Polsce położona w województwie zachodniopomorskim, w powiecie szczecineckim, w gminie Szczecinek. Miejscowość wchodzi w skład sołectwa Kusowo. Nazwa tej osady pochodzi od rzadkiego i niezachowanego imienia słowiańskiego Pojęgrod, por. Niegrod, Zdziegrod, 
Zdzigrod.
Jungfernhof przed 1945 to folwark lub dobro należące do Trzebiechowa, nie podano liczby mieszkańców, jednak na mapie z początku XX w. nie ma tej nazwy w okolicy, a twórcy portalu Meyersgas.org nie potrafili dokładnie określić położenia miejscowości, należący do urzędu stanu cywilnego i parafii ewangelickiej w Kusowie.